# Hauffenia wienerwaldensis
Hauffenia wienerwaldensis é uma espécie de gastrópode  da família Hydrobiidae.
É endémica de Austria.